# Maritima
Ci si riferiva  alla Maritima per indicare la Maremma, l'antica Maritima Regio romana, ovvero il territorio costiero bagnato dal mar Tirreno dislocato tra la moderna costa centro meridionale toscana e l'alto Lazio.
Sul finire dell'Ottocento molti paesi sulla costa toscana aggiunsero al proprio nome storico la specificazione "marittimo" o "marittima", cioè "della Maremma": Rosignano Marittimo (LI), Campiglia Marittima (LI), Castellina Marittima (PI), Casale Marittimo (PI), Monteverdi Marittimo (PI), Monterotondo Marittimo (GR), Massa Marittima (GR), Civitella Marittima (GR).